# Clematis zemuensis
Clematis zemuensis är en ranunkelväxtart som beskrevs av W. W. Smith. Clematis zemuensis ingår i släktet klematisar, och familjen ranunkelväxter. Inga underarter finns listade i Catalogue of Life.